# Риџвил (Индијана)
Риџвил (енгл. Ridgeville) град је у америчкој савезној држави Индијана.

## Демографија
По попису из 2010. године број становника је 803, што је 40 (-4,7%) становника мање него 2000. године.
| Група             | 2000.       | 2010.       |
| Белци             | 839 (99,5%) | 780 (97,1%) |
| Афроамериканци    | 0 (0,0%)    | 0 (0,0%)    |
| Азијати           | 0 (0,0%)    | 3 (0,4%)    |
| Хиспаноамериканци | 2 (0,2%)    | 5 (0,6%)    |
| Укупно            | 843         | 803         |